# Alexandre Gauthier
Pour les articles homonymes, voir Alexandre Gauthier (homonymie) et Gauthier.
Alexandre Gauthier, né le 26 mars 1979 à Boulogne-sur-Mer (Pas-de-Calais), est un chef cuisinier français. 
Propriétaire du restaurant (2 étoiles au Guide Michelin) La Grenouillère, situé à La Madelaine-sous-Montreuil dans le Pas-de-Calais, où il succède à son père Roland Gauthier, étoilé Michelin de 1983 à 2001.

## Biographie
Alexandre Gauthier naît le 26 mars 1979 à Boulogne-sur-Mer, quelques jours après que ses parents, Roland Gauthier et Claudine, ont ouvert leur restaurant à La Madelaine-sous-Montreuil,.
Vers l'âge de 16 ans, il décide de s'orienter vers le monde de la cuisine et fait ses études au lycée hôtelier du Touquet-Paris-Plage. Il passe dans les cuisines étoilées de Régis Marcon en Haute-Loire ou chez Lasserre à Paris, avant de revenir pour aider son père.
En février 2003, il reprend les cuisines de La Grenouillère qui appartenaient à son père. Créée dans les années 1930, l’auberge était dirigée par Roland Gauthier depuis 1979. C'était une ferme du XVIe siècle située à la Madelaine-sous-Montreuil. Elle était la propriété de Paule Hahn qui en a fait la réputation, ensuite vinrent les Vanderheyden puis de la famille Gauthier (Roland, Alexandre). L’Auberge obtient une étoile Michelin dans les années 1950 puis de 1983 à 2001. Elle est de nouveau étoilée depuis 2008. En 2011, Alexandre Gauthier confie la rénovation du restaurant et la création de 8 huttes à l'architecte Patrick Bouchain et, en 2013, l'hôtel restaurant devient Relais & Châteaux.
En 2007, il ouvre une rôtisserie contemporaine, Froggy’s Tavern, à Montreuil en association avec William Elliot. Elle a été nommée parmi les neuf meilleurs concepts européens de 2008.
En 2009, il crée Les Grandes Tables du Channel à Calais en association avec Fabrice Lextrait dans la scène nationale du Channel de Calais dirigés par Francis Peduzzi. C’est le croisement d’une cuisine simple et singulière avec le monde des arts vivants et du spectacle.
Alexandre Gauthier rachète en 2014 le Jeroboam, restaurant de Montreuil pour en faire Anecdote, qui a ouvert ses portes début 2015. On peut y déguster une « cuisine de mémoire ».
Fin 2015, il fait partie des quatre grands chefs cuisiniers français à officier pour les chefs d'État du monde entier participant à la COP21 à Paris.
En 2017, son restaurant obtient sa deuxième étoile au Guide Michelin.
Il participe à de nombreux festivals et colloques en France et à l'étranger, où il présente sa cuisine.
En 2022, il participe à une épreuve de la saison 13 de l'émission Top Chef lors d'une épreuve autour du poulet rôti. Puis lors de l'épisode 14 en tant que coach du candidat Mickaël sur l'épreuve de la tomate.
En juillet 2022, contacté par l'Élysée, il prépare les menus pour un dîner d'État à Versailles en l’honneur du président des Émirats arabes unis.

## Distinctions

### Prix
- 2005 : Lauréat Food France (cf. fousdefood "portrait de la génération foodfrance" par Alain Ducasse édition : MENUFRETIN)[9]
- 2005 : participation aux journées jeunes chefs Food France au Plaza Athénée parrainées par Alain Ducasse
- 2006 : Révélation Omnivore[10]
- 2006 : Grand Dîner de Gala pour Louis Vuitton à Pékin[11]
- 2007 : « Grand chef de demain » par le Gault-Millau[12]
- 2008 : Étoilé Michelin 2008[13]
- 2009 : Jeune Chef de demain dans le magazine Express[14]
- 2009 : Alexandre Gauthier exporte sa cuisine à Tokyo pendant 10 jours dans le restaurant Beige d'Alain Ducasse[11]
- 2010 : Rentre dans le classement des 100 meilleurs restaurants au monde du magazine "Restaurant" à la 76e place[15];
- 2010 : Créateur de l’année[16]
- 2010 : Quatre points au guide Champérard[17]
- 2010 : participation au festival "Crave Food" de Sydney[18]
- 2011 : Associé aux 30 ans du Figaro magazine en qualité de « trentenaire qui comptent»[19]
- 2011 : participation au salon "Gastronomika" à San Sebastian[20]
- 2012 : Prix spécial du Fooding[21]
- 2012 : Jury pour l'émission Masterchef[22]
- 2012 : Lauréat pour l'empreinte de l'année du Luxe et de la Création[23]
- 2012 : The One to Watch par le magazine Restaurant[24]
- 2012 : Créateur de l'année pour Omnivore[25]
- 2013 : La Grenouillère devient Relais & Châteaux et elle est classée 54e meilleure table mondiale par le magazine britannique Restaurant[26]
- 2013 : Préparation du dîner pour la Biennale de Venise (ouverture du pavillon Français à Venise)[27]
- 2013 : "Dinner in the Sky" en Lituanie[28]
- 2014 : Invité en tant que chef au Ikarus restaurant à Salzbourg "Hangar 7"[29]
- 2014 : participation au "World Gourmet Summit" à Singapour[30]
- 2014 : publication du livre "Alexandre Gauthier cuisinier" d'Alexandre Gauthier[31]
- 2014 : participation au festival "Culinaria" de Bruxelles "Le festin étranger"[32]
- 2014 : élu 2e personne la plus influente de la Gastronomie Française après Alain Ducasse par le magazine "GMAG"[33]
- 2014 : participation au festival MAD à Copenhague[34]
- 2014 : obtention de 5 Toques au Gault & Millau[35]
- 2016 : Cuisinier de l'Année 2016 Gault & Millau[36]
- 2016: Etoile Michelin Fooding d'honneur[37]
- 2016 : La Grenouillère rentre à nouveau dans le classement des 100 meilleurs restaurants à la 62e place
- 2017 : Le Grenouillère obtient une deuxième étoile au Guide Michelin[38].
- 2023 : au classement de « The world's 50 Best Restaurants », qui distingue chaque année les meilleurs restaurants du monde entier, la Grenouillère passe de la 91e à 61e place en 2022[39],[40] puis à la 48e en 2023[41].

### Décorations
- Officier de l'ordre des Arts et des Lettres Il est promu au grade d'officier par l’arrêté du 31 août 2018[42]. Il était chevalier de 2012[43]